# 窄身鮈南極魚
窄身鮈南極魚為輻鰭魚綱鱸形目南極魚亞目南極魚科的其中一種，分布於南冰洋的南喬治亞冰棚海域，棲息深度可達110公尺，體長可達20.5公分，生活習性不明。

## 擴展閱讀
維基物種上的相關：窄身鮈南極魚